# Xanthorhoe conspectaria
Xanthorhoe conspectaria là một loài bướm đêm trong họ Geometridae.